# Aleksandr Gołubincew
Aleksandr Wasiliewicz Gołubincew, ros. Александр Васильевич Голубинцев (ur. 28 lutego 1882, zm. 19 kwietnia 1963 w Cleveland) – rosyjski wojskowy (generał major), organizator oddziałów Kozaków Dońskich w służbie niemieckiej podczas II wojny światowej, emigracyjny publicysta i działacz antykomunistyczny.
Ukończył gimnazjum w Odessie, a w 1901 r. szkołę wojskową w Nowoczerkasku. Służył w formacjach kawaleryjskich Kozaków Dońskich. Brał udział w I wojnie światowej, a następnie wojnie domowej w Rosji. Od końca 1917 r. dowodził 3 pułkiem kawalerii Kozaków Dońskich. 8 maja 1918 r. został komendantem garnizonu jednej z dońskich stanic, a 10 maja tego roku – głównodowodzącym siłami kozackimi w okręgach chopiorskim i górno-dońskim. W sierpniu jego wojska weszły w skład korpusu kawalerii gen. Konstantina K. Mamontowa. We wrześniu awansował do stopnia pułkownika. 12 stycznia 1919 r. został dowódcą grupy kawaleryjskiej (1 i 4 oddziały kawalerii) w rejonie Carycyna. W marcu tego roku sformował 5 Dywizję Kawalerii Kozaków Dońskich, stając na jej czele. Jednocześnie był komendantem kozackich sił partyzanckich działających w okręgu choperskim. Od sierpnia dowodził 14 Samodzielną Brygadą Kawalerii Kozaków Dońskich, walczącą nad środkowym Donem. Jesienią awansował na generała majora. W końcu grudnia został dowódcą grupy kawaleryjskiej składającej się z 4 Dywizji Kawalerii i 14 Samodzielnej Brygady Kawalerii Kozaków Dońskich. Od marca 1920 r. jego grupa znajdowała się w rezerwie wojsk gen. Piotra Wrangla, wycofując się na wybrzeże Morza Czarnego, a następnie na Krym. 3 czerwca jego grupa została rozformowana. Po ewakuacji resztek wojsk białych do Turcji w listopadzie, przeniósł się do Bułgarii, a następnie do Niemiec. W okresie II wojny światowej podjął kolaborację z niemieckimi narodowymi socjalistami. Organizował oddziały Kozaków Dońskich w służbie armii niemieckiej. W 1944 r. wstąpił do Rosyjskiej Armii Wyzwoleńczej (ROA) gen. Andrieja Własowa. Pod koniec wojny przedostał się na tereny zajmowane przez Amerykanów. Początkowo mieszkał w zachodnich Niemczech. Na pocz. lat 50. XX w. został przewodniczącym Związku Flagi Andriejewskiej, który rozpadł się w 1953 r. Następnie udał się do USA. Był autorem wielu artykułów i publikacji dotyczących historii Kozaków Dońskich (m.in. „Русская Вандея: Очерки Гражданской войны на Дону 1917–1920 гг.”, Monachium 1959).